# Gigaelektronvolt
Gígaelektrónvolt (kratica GeV) je fizikalna enota za energijo, ki se uporablja v  fiziki osnovnih delcev. Enaka je 1.000.000.000 elektronvoltom.
Energija 1 GeV približno ustreza mirovni energiji protona (938,3 MeV) ali nevtrona (939,6 MeV).